# 2009年新疆武警扣押香港記者事件

2009年9月4日無綫電視六點半新聞報道播出三名記者被押片段，可見三人雙手被反綁

2009年新疆武警扣押香港記者事件指2009年9月4日三名香港新聞記者在新疆维吾尔自治区烏魯木齊市採訪時，被多名武警毆打並且被強制扣留一事。事件在香港造成強烈反響，多間香港新聞媒體及團體在事件發生後提出抗議。
其後新疆维吾尔自治区人民政府新闻办公室於9月8日召開記者招待會公佈事件調查結果，令爭議進一步升級。

## 事件經過
2009年9月，烏魯木齊市發生多名漢族市民懷疑被維吾爾族人士利用注射器刺傷，引起眾多當地漢族群眾不滿而遊行示威。9月4日，無綫電視新聞高級記者林子豪、攝影記者劉永全在烏魯木齊市解放路拍攝示威情況。下午3時（UTC+6時），當地武警開始使用催淚彈驅趕示威者， 期間，數名武警衝向該兩名記者，在此期間，兩名記者表示稱被多名武警毆打，記者肩膀、膝蓋等部位被打傷，甚至被手槍指嚇。而當兩名無線電視新聞記者被毆打期間，Now寬頻電視新聞攝影記者林振威在旁拍攝兩人被毆打的情況，但立即被發現及同樣遭到毆打。三人皆被沒收攝影器材以及被逮捕，同時被反綁在地面十五至二十分鐘，之後被帶往派出所調查。 當天下午6時10分，三人被獲釋，同時被歸還攝影器材。兩間電視臺攝影器材皆在混亂中被毀。無線電視的攝影機內所錄影片段均保存良好，然而Now寬頻電視新聞攝影機內內所錄影片段因有兩名記者被毆打的內容而被沒收。 而三人被扣留片段被香港有線電視新聞攝得，轉而發布至香港各大新聞媒體。

## 事件後各方反應
當天，無綫電視新聞及資訊部發表聲明，對其記者林子豪、攝影記者劉永全在烏魯木齊採訪期間被武警毆打以及逮捕，向香港中聯辦、中华全国新闻工作者协会、國務院港澳事務辦公室提出強烈抗議。Now新聞台表示，該台攝影記者林振威在烏魯木齊攝影採訪時遭到暴力對待，透過中聯辦以及港澳辦發表鄭重聲明表達強烈抗議。香港記者協會強烈譴責事件，表示事件中武警行為公然踐踏新聞自由，企圖剝奪公眾知情權，而拘捕記者是對新聞工作者的侮辱。要求有關當局作出道歉。香港特區政府表示關注事件。
而在9月5日下午4時，香港電台記者陳妙齡、周文泰，香港商業電台楊通達以及Now新聞台合共5名記者同樣在烏魯木齊採訪時被當地公安機關阻止，並被帶走。期間5人新聞證件被沒收。9月5日，社會民主連線以及四五行動成員近20人至中聯辦遊行抗議，要求新疆黨委書記王樂泉下台，並要求新疆當局就事件進行道歉。9月6日，香港保安局局長李少光表示，因事件涉及新聞資訊的流通以及自由，反映香港核心價值，香港特區政府已透過香港特別行政區政府駐北京辦事處向內地表示關注。
事件發生後，香港鳳凰衛視記者閭丘露薇於明報發表有關評論文章，引來傳媒界普遍爭議。其後星島日報亦有刊登香港退休警察凌劍剛的評論文章，前者在肯定新聞自由之餘並指出記者的職業風險，而後者則指出為何香港記者“採訪不合法”。亞洲週刊等新聞媒體亦作出了關注。

## 官方調查
事件發生後，引起香港社會極大反響。各政黨以及相關協會要求新疆當局調查事件。2009年9月8日，新疆维吾尔自治区人民政府新闻办公室召開記者招待會，發表事件調查結果，但沒邀請有記者曾被扣押的媒體出席。
新聞辦主任侯漢敏稱，在9月4日相關執勤人員在烏魯木齊天山區新華路執勤時，發現多人在現場進行跟蹤拍攝，並對遊行示威人員指手畫腳，有煽動鬧事的嫌疑。執勤人員予以勸阻並要求出示證件但無效，在反復勸阻無效下，將涉及事件的三名記者扣留，對執行過程中發生雙方不願看到的事情深表遺憾。侯漢敏另稱，該3名記者有2名未持有有效合法的採訪證件，屬違規採訪。事後部分媒體進行不負責任的炒作，個別人士在不了解事實真相的情況下發表極不負責任的言論。
在記者招待會後，部分記者在場立刻駁斥新疆新聞辦公室的說法及質問没有通知涉及該事件的兩間電視臺新聞記者到場的原因，侯漢敏指這些媒體沒有表示對這事件的關心，部分記者深表不滿大呼「說謊」、「政府無恥」。

## 調查結果爭議
電視廣播有限公司對調查結果提出強烈抗議。同時表示當天記者林子豪以及攝影記者劉永全都持有包括中華全國新聞工作者協會發出的駐京證、新疆維吾爾自治區人民政府新聞辦公室發出的臨時採訪證。在現場相關執勤人員並無要求記者出示證件，在毆打期間多次向其表明記者身份並出示記者證，但沒有被理會。強調當天屬於正常採訪，指新疆當局稱「煽動鬧事的嫌疑」的指控是捏造事實。並透過中聯辦以及港澳辦要求中央政府進行客觀以及全面的調查。 而兩名記者在9月8日無綫電視晚間新聞中展示身上的傷痕，同時展示所帶的臨時採訪證以及駐京記者證，並逐一反駁調查報告中的說法。
同日，Now新聞台發出嚴正聲明，強調調查說法完全與事實不符，對此深表遺憾。表示當天攝影記者林振威持有駐京記者證，在被武警毆打及拘捕過程中不斷表明記者身份，但並沒有獲得有關人員理會；並且當天屬於正常採訪，並沒有參與群眾活動，所以會向中央相關部門投訴烏魯木齊新聞辦公室，批評侯漢敏的言論捏造事實，胡亂安插罪名。
香港記者協會表示，對烏魯木齊政府發表的聲明深表憤慨，並予以強烈譴責。並要求行政長官曾蔭權和曾公開支持維護記者合法權益的人士跟進事件。自由黨致函國務院總理溫家寶，指對香港記者的相關指控感驚訝及失望，並要求相關官員道歉。人大委員范徐麗泰稱新疆調查結果毫無說服力。 而前人大常委曾憲梓希望香港新聞界體諒，並淡化事件， 曾的言論被港人斥為「出賣港人」。而中華人民共和國外交部發言人姜瑜則表示當發生突發事件時記者理應合作，守法並配合現場警方工作；同時並不擔心毆打事件有損中國形象。

## 外部連結
- 明報新聞專輯